# A foc lent

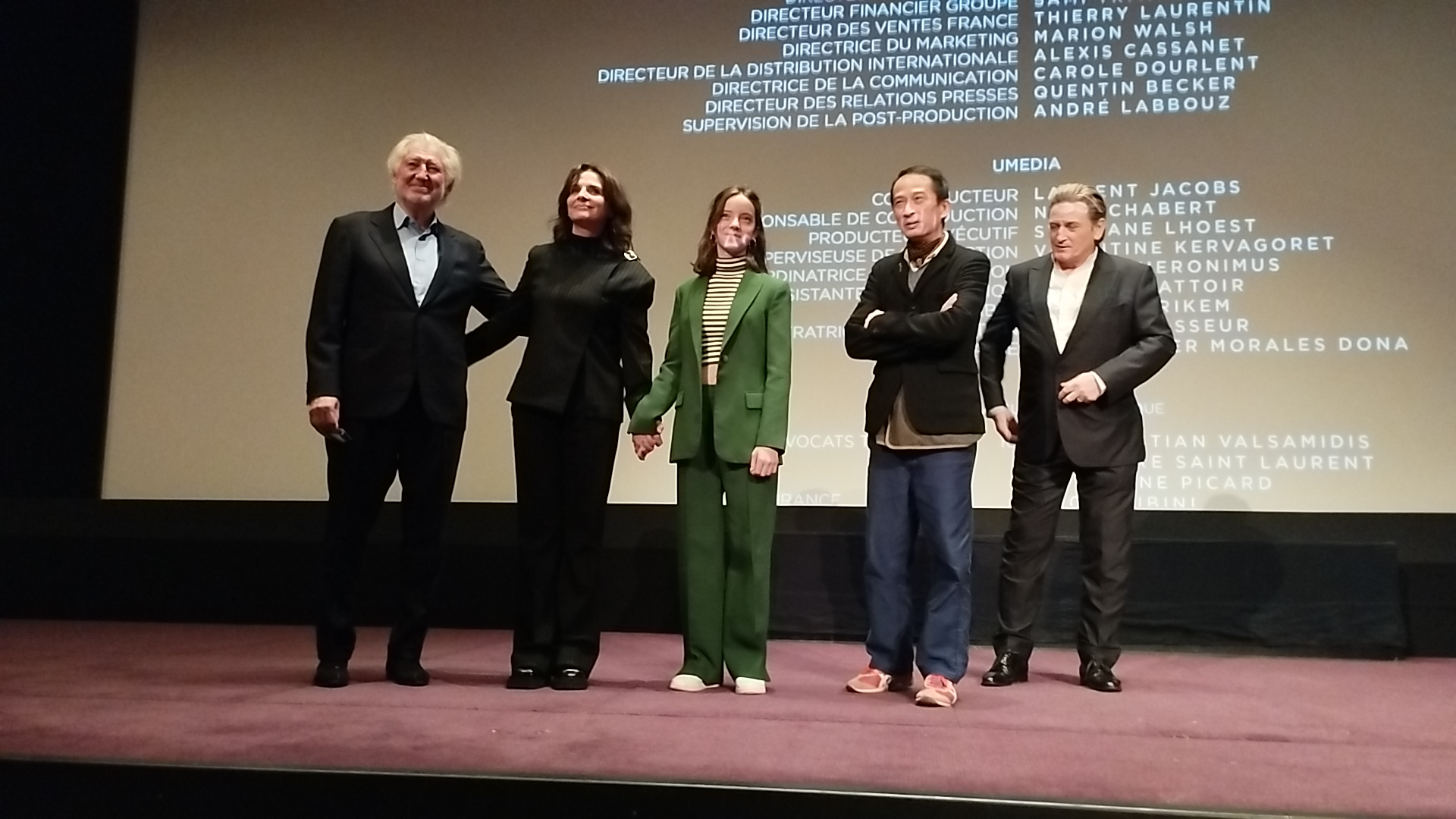
Equip de la pel·lícula a la preestrena.

A foc lent (títol original en francès, La Passion de Dodin Bouffant) és una pel·lícula de drama romàntic històric francès del 2023 escrita i dirigida per Trần Anh Hùng protagonitzada per Juliette Binoche i Benoît Magimel. Ha estat doblada i subtitulada al català.
Ambientada l'any 1889, representa un romanç entre una cuinera i el gurmet per a qui treballa. El personatge del gurmet es basa en Dodin-Bouffant, creat per l'autor suís Marcel Rouff a la seva novel·la de 1924 La Vie et la passion de Dodin-Bouffant, gourmet.
La pel·lícula es va estrenar el 24 de maig de 2023 al 76è Festival de Canes i va ser seleccionada per competir per la Palma d'Or a la seva secció principal de competició, on Tran Anh Hung va guanyar el premi a la millor direcció. Es va estrenar a França el 8 de novembre de 2023. La pel·lícula va ser escollida com la candidatura francesa a la millor pel·lícula internacional als 96ns Premis Oscar.